# Haftung (Recht)
Haftung ist ein unterschiedlich verwendeter Rechtsbegriff, der die Leistungspflicht des Schuldners gegenüber seinem Gläubiger, das Einstehenmüssen eines Rechtssubjekts für einen entstandenen Schaden oder im engeren Sinn das Unterworfensein des Vermögens eines Schuldners gegenüber dem Zugriff des Gläubigers umschreibt.

## Allgemeines
Nur wenige Rechtsbegriffe werden in derart unterschiedlichen Rechtsgebieten verwendet wie der Begriff der Haftung. Er stammt aus dem Mittelhochdeutschen haftunge ‚Verhaftung, Beschlagnahme, Bürgschaft‘, der auf das althochdeutsche haftunga zurückgeht. Der Begriff leitet sich heute vom allgemeinsprachlichen Begriff Haften im Sinne von ‚Festhängen, Festkleben‘ ab. Diese Wortverwandtschaft zeigt sich auch in den strafprozessualen Begriffen Verhaftung (Haftbefehl) und Festnahme. Im Strafrecht wird von einer „Haftung“ z. B. wegen Totschlags oder Diebstahls gesprochen, wenn die Voraussetzungen zur Durchsetzung des staatlichen Strafanspruchs erfüllt sind. In diesen Fällen geht es um das Unterworfensein unter staatliche Gewalt.
Der Haftungsbegriff ist mehrdeutig und fällt je nach Rechtsgebiet unterschiedlich aus. In vielen Vorschriften ist er gleichbedeutend mit Schuld als Leistungspflicht des Schuldners gegenüber seinem Gläubiger (z. B. §§ 241 Abs. 1 BGB, § 276, § 459 BGB); „wer schuldet, der haftet auch“. Von dieser objektiven Haftung sind die Haftungsnormen zu unterscheiden, die ein Fehlverhalten des Schädigers zur Überwälzung eines Schadensersatzanspruchs zur Voraussetzung haben. Hierunter fällt die Schadenshaftung aus dem Bereicherungsrecht. Ein zweiter Haftungsgrund erstreckt sich auf Duldung der Zwangsvollstreckung in das Vermögen des Schuldners. Die enge dritte Variante ist die reine Sachhaftung (Pfandrechte).
Der Haftungsbegriff muss stets genauen Aufschluss über die Haftungssubjekte und Haftungsobjekte vermitteln, also wen die Verpflichtung zum Einstehenmüssen trifft und welche Vermögen hierfür einzusetzen sind. Heute wird der Haftungsbegriff hauptsächlich dahingehend verstanden, dass der Schuldner (Haftungssubjekt) mit seinem gesamten Vermögen (Haftungsobjekt) in der Zwangsvollstreckung für die Schuld einzustehen hat.

## Arten
Aus den vielen Rechtsgebieten, die sich mit Haftungsfragen befassen, sollen die wichtigsten herausgegriffen werden.

### Zivilrecht
Das Zivilrecht kennt die Haftung in Form eines Dualismus von zwei unterschiedlichen Haftungsgrundlagen, nämlich entweder für die Erfüllung einer Pflicht persönlich oder mit dem Vermögen bei vertraglicher Haftung einstehen zu müssen oder außervertraglich zum Schadensersatz verpflichtet zu sein.

#### Vertragliche Haftung
Die vertragliche Haftung hat ihre Grundlage im abgeschlossenen Vertrag. Hierin wird die Verpflichtung zu einer Ersatzleistung für die in erster Linie geschuldete oder erwartete Vertragsleistung geregelt und vereinbart, wer wann welche Vertragspflichten verletzt hat und welche Rechtsfolgen hiermit verbunden sind. Rechtsfolge wird beim Kaufvertrag – neben Nacherfüllung, Rücktritt und Minderung – die Schadensersatzpflicht nach § 280 Abs. 1 BGB sein. Sie setzt voraus, dass der Schuldner die Pflichtverletzung zu vertreten hat. Ein vertragliches Schuldverhältnis (§ 241 Abs. 1 BGB) schafft einen Anspruch (§ 194 Abs. 1 BGB) des Gläubigers, also „das Recht, von einem anderen ein Tun oder Unterlassen zu verlangen“. Die Realisierung dieses Gläubigeranspruchs gelingt nur, wenn das in Anspruch genommene Rechtssubjekt für seine Schuld auch haftet, d. h. der Anspruch in sein Vermögen vollstreckt und so zwangsweise durchgesetzt werden kann (vgl. Zwangsvollstreckung, Insolvenzverfahren).
Die gesetzlich vorgesehene Haftungsverteilung kann in Allgemeinen Geschäftsbedingungen (AGB) durch Haftungsbeschränkungen und Haftungsklauseln begrenzt oder gar ausgeschlossen werden. Haftungsbeschränkungen sind die vertraglich vereinbarten oder gesetzlich vorgesehenen Verminderungen der Haftungsgründe oder des Haftungsumfanges einer Vertragspartei. Die Verringerung erfolgt dabei gegenüber der Haftungsverteilung, die das Gesetz für die Durchführung des jeweiligen Vertrages vorsähe, wenn keine abweichenden Vereinbarungen getroffen wurden. Versucht der Verwender, durch Haftungsklauseln seine eigentlich vorgesehene gesetzliche Haftung in den AGB zu vermindern oder gar auszuschließen, so gelten die §§ 305 ff. BGB. Sind die AGB nach § 305 Abs. 2 BGB Vertragsbestandteil geworden, so können einzelne Bestimmungen der AGB unwirksam sein. Das ist der Fall bei unangemessener Benachteiligung des Verbrauchers (§ 307 Abs. 1 BGB), bei Klauselverboten mit Wertungsmöglichkeit (§ 308 BGB) und ohne Wertungsmöglichkeit (§ 309 BGB).

#### Deliktische Haftung
Besteht kein Vertrag, so gibt es eine Vielzahl von deliktischen Haftungen im Bereich der unerlaubten Handlung. Sie setzen sich mit der Frage auseinander, wer für den Eintritt eines Schadens Schadensersatz zu leisten hat und welchen Umfang dieser Ersatz haben soll. Dieser Schaden kann als Personen- oder Vermögensschaden auftreten. Insbesondere haftet jemand nach § 823 BGB, wenn er schuldhaft und rechtswidrig die absoluten Rechte Leben, Körper, Gesundheit, Freiheit und Eigentum eines anderen verletzt. Primäre Vermögensschäden sind hingegen nur durch die § 823 Abs. 2 BGB (Verletzung eines Schutzgesetzes) und § 826 BGB (Verletzung der guten Sitten) geschützt. Diesen Generalklauseln ist eine Vielzahl von Fällen unterzuordnen wie beispielsweise die verschuldensunabhängige Produzentenhaftung.
Die Gefährdungshaftung – die keinen Vertrag voraussetzt – ergibt sich durch Schäden aus einer erlaubten Gefahr, wobei weder Rechtswidrigkeit noch Verschulden des Schädigers erforderlich sind. Hierbei braucht den Schädiger kein Verschulden zu treffen, wenn er zu seinem eigenen Nutzen für andere Gefahrenquellen schafft (etwa Betrieb eines Kraftfahrzeugs nach § 7 StVG oder Tierhalter nach § 833 BGB). Bei der Produkthaftung – die ebenfalls keinen Vertrag voraussetzt – haftet der Hersteller für Schäden, die beim Verbraucher durch ein fehlerhaftes Produkt entstanden sind. Dabei stützt sich die Produzentenhaftung auf § 823 Abs. 1 BGB, während sich die Produkthaftung aus dem Produkthaftungsgesetz und Spezialgesetzen (§ 84 Arzneimittelgesetz, §§ 32 ff. Gentechnikgesetz oder §§ 25 ff. Atomgesetz) ergibt.

#### Personenhaftung
Das BGB stellt verschiedene Haftungssubjekte vor. Nach § 31a BGB haften Organmitglieder eines Vereins für vorsätzlich oder grob fahrlässig herbeigeführten Schaden. In § 179 Abs. 1 BGB ist die Haftung des Vertreters ohne Vertretungsmacht vorgesehen. Nach § 278 BGB hat der Schuldner das Verschulden seines gesetzlichen Vertreters oder sonstiger Erfüllungsgehilfen so zu vertreten wie eigenes Verschulden. Mindestens zwei Gesamtschuldner übernehmen nach §§ 421 ff. BGB die gesamtschuldnerische Haftung gegenüber einem Gläubiger, der einen unmittelbaren schuldrechtlichen Anspruch gegen diese Gesamtschuldner erwirbt. Der Gastwirt haftet nach § 701 Abs. 1 BGB ohne Verschulden für Schäden an den vom Gast eingebrachten Sachen. Der Bürge verpflichtet sich nach § 765 Abs. 1 BGB durch den Bürgschaftsvertrag, gegenüber dem Gläubiger eines Dritten für die Erfüllung der Verbindlichkeit des Dritten einzustehen. Der Garant verpflichtet sich einseitig im formfreien – und im BGB nicht geregelten – Garantievertrag, entweder für einen künftigen Schaden/Verlust ohne Rücksicht auf Verschulden einzustehen oder die Haftung für einen bestimmten wirtschaftlichen Erfolg zu übernehmen.

#### Vermögenshaftung
Schließlich versteht die Rechtswissenschaft Haftung auch als „Vermögenshaftung“ und meint damit das Unterworfensein der einem Schuldner gehörenden Vermögensmasse (Haftungsobjekt) unter den Zugriff des oder der Gläubiger in der Zwangsvollstreckung. Haftung des Schuldners ist heute in aller Regel Haftung mit dem Vermögen. Die einstmals bedeutsame Haftung mit der eigenen Person ist nunmehr als Zwangshaft nur noch am Rande bekannt (§ 888 Abs. 1 ZPO). Bei der Vermögenshaftung ist zwischen unbeschränkter und beschränkter Haftung zu unterscheiden. Steht dem Gläubiger das gesamte Schuldnervermögen zur Vollstreckung zur Verfügung, handelt es sich um eine unbeschränkte Vermögenshaftung. Beschränkt ist die Vermögenshaftung, wenn nur auf bestimmte Vermögensgegenstände zugegriffen werden kann. Im Regelfall ist die Vermögenshaftung eine unbeschränkte mit dem gesamten Schuldnervermögen, wobei der Schuldnerschutz etwa durch Unpfändbarkeit diese Vermögenshaftung einschränkt. Eine weitere Beschränkung der Vermögenshaftung liegt in der fehlenden Zugriffsmöglichkeit auf Vermögensgegenstände, die der Schuldner als Realsicherheiten dritten Gläubigern zur Verfügung gestellt hat und dadurch diesen ein konkretes Zugriffsrecht exklusiver (§§ 771 ZPO, § 47 InsO) oder vorrangiger Befriedigung (§§ 805 ZPO, § 49 InsO) sichert. Eine beschränkte Vermögenshaftung gibt es bei Realsicherheiten (Hypothek, Verpfändung, Sicherungsabtretung, Sicherungsübereignung allgemein und Sicherungsübereignung von Kraftfahrzeugen sowie bei Sicherungsgrundschulden), bei denen der Schuldner konkrete Vermögensgegenstände einem Sicherungsnehmer überlassen hat.

#### Dingliche Haftung
Dingliche Haftung (oder Sachhaftung) liegt vor, wenn der Eigentümer einer Sache deren Verwertung wegen eines darauf lastenden Pfandrechts oder einer öffentlichen Last (nur bei Grundstücken oder grundstücksgleichen Rechten) durch den Gläubiger dulden muss, ohne dass er zugleich auch (persönlicher) Schuldner der Gläubigerforderung sein muss.

### Handelsrecht
Bei der Fortführung eines Handelsunternehmens haftet der neue Inhaber auch für die Verbindlichkeiten des bisherigen Inhabers (§ 25 Abs. 1 HGB). Wer ein Handelsunternehmen erbt, haftet für die Geschäftsschulden des verstorbenen Inhabers sowohl erbrechtlich als auch handelsrechtlich; die handelsrechtliche Haftung ergibt sich aus § 27 Abs. 1 HGB.
In einem Konzern umfasst die Konzernhaftung zum einen die Einstandspflicht eines Konzernmitglieds für ein anderes gegenüber Konzernfremden und zum anderen finanzielle Ausgleichsverpflichtungen innerhalb des Konzernverbundes. Das herrschende Mutterunternehmen haftet demnach für die Verbindlichkeiten eines abhängigen Tochterunternehmens. Der Bundesgerichtshof (BGH) hat seine Rechtsprechung zur Konzernhaftung im September 2001 geändert zugunsten der Durchgriffshaftung der Gesellschafter wegen des Entzugs des erforderlichen Gesellschaftsvermögens. Im Juli 2007 schließlich kündigte der BGH an, einen missbräuchlichen Eingriff in das Gesellschaftsvermögen nicht mehr mit der Durchgriffshaftung zu sanktionieren, sondern Verstöße gegen die Zweckbindung des Gesellschaftsvermögens der deliktischen Schadensersatznorm des § 826 BGB als Existenzvernichtungshaftung zu unterwerfen.

### Gesellschaftsrecht
Bei Personengesellschaften (Offene Handelsgesellschaft (OHG), Kommanditgesellschaft (KG), BGB-Gesellschaften und Einzelunternehmen) haften die Gesellschafter unbegrenzt mit ihrem Privatvermögen; Ausnahme ist der Kommanditist bei der Kommanditgesellschaft. Die mit ihrem Privatvermögen haftenden Gesellschafter heißen deshalb auch persönlich haftende Gesellschafter, Haftungsobjekt ist ihr gesamtes Vermögen. Haftungsobjekt einer OHG sind ihr Gesellschaftsvermögen und die Privatvermögen ihrer Gesellschafter (§§ 124, § 128 HGB), bei der Kommanditgesellschaft gilt dies für den Komplementär, während die Haftung ihres Kommanditisten auf dessen Kapitaleinlage beschränkt ist (§§ 161, § 171 HGB). Bei Kapitalgesellschaften haftet regelmäßig nur deren Gesellschaftsvermögen, ihre Gesellschafter haften indes nicht mit ihrem Privatvermögen (§§ 1 Abs. 1 Satz 2 AktG, § 13 Abs. 2 GmbHG, § 2 GenG). Bei der Gesellschaft mit beschränkter Haftung kommt dieser beschränkte Haftungsumfang bereits in ihrem Namen zum Ausdruck.
Dieter Schneider definiert die Haftungseigenschaft des Eigenkapitals bei Unternehmen als „Puffer vor einer Insolvenz der Unternehmung, d. h. ihrem Unvermögen, in Betrag und Zeitpunkt festliegende Auszahlungsansprüche bei Fälligkeiten zu erfüllen“.

### Arbeitsrecht
Die Verteilung der Haftung im Innenverhältnis zwischen Arbeitgeber und Arbeitnehmer richtet sich nach der Rechtsprechung des Bundesarbeitsgerichts. Danach ist die Haftung des Arbeitnehmers bei betrieblich veranlasster Tätigkeit eingeschränkt und hängt vom Verschuldungsgrad ab. Er haftet gegenüber dem Arbeitgeber nur für schuldhaft zugefügte Sachschäden, und zwar entweder nach § 823 BGB (unerlaubte Handlung) oder § 280 Abs. 1 BGB (Verletzung der Vertragspflicht aus dem Arbeitsvertrag). Im Außenverhältnis haftet der Arbeitgeber ebenfalls nach einer der beiden Rechtsnormen, wenn er schuldhaft Sachschäden verursacht.

### Öffentliches Recht
Schließt die Europäische Union (EU) mit anderen EU-Mitgliedstaaten, natürlichen oder juristischen Personen Verträge (Kauf-, Werk- oder Mietverträge), so ist sie im Falle der Verletzung vertraglicher Pflichten zum Schadensersatz verpflichtet (Art. 340 Abs. 1 AEUV). Der einzelne Mitgliedstaat wiederum haftet im Rahmen der Staatshaftung für Schäden, die seine Gesetzgebungs-, Gerichts- oder Verwaltungsorgane einem Bürger durch Verstöße gegen das Unionsrecht zufügen. In Abgrenzung zur nationalen Amtshaftung wird diese unionsrechtliche Haftung für Schäden, welche die staatlichen Organe durch den rechtswidrigen Vollzug des Unionsrechts anrichten, Staatshaftung genannt.
Die Amtshaftung wiederum ist die finanzielle Haftung des Staates im öffentlichen Dienst für Schäden, die ein Träger hoheitlicher Gewalt (Organwalter) einer Person im Rahmen seines Amtes rechtswidrig und schuldhaft zugefügt hat. Dabei muss er öffentlich-rechtlich gehandelt oder etwas unterlassen haben (Art. 34 GG in Verbindung mit § 839 BGB). Diese Haftung trifft zunächst den Beamten selbst (§ 839 Abs. 1 BGB), doch tritt nach Art. 34 Satz 1 GG der Staat mit befreiender Wirkung für den Beamten ein und haftet im Außenverhältnis alleine. Für Schäden, welche die nicht-hoheitliche Verwaltung verursacht, gilt nicht die Amtshaftung, sondern das allgemeine Schadenersatzrecht des BGB. Das Richterspruchprivileg des § 839 Abs. 2 BGB besteht für falsche gerichtliche Entscheidungen nur, wenn der Richter Rechtsbeugung (§ 339 StGB) begangen hat oder bestochen wurde (§ 332 StGB).

### Steuerrecht
Ansprüche aus einem Steuerschuldverhältnis sind der Steueranspruch, der Steuervergütungsanspruch, der Haftungsanspruch, der Anspruch auf eine steuerliche Nebenleistung, der Erstattungsanspruch sowie die in Einzelsteuergesetzen geregelten Steuererstattungsansprüche (§ 37 Abs. 1 AO). Nach § 69 AO haften die gesetzlichen Vertreter und Vermögensverwalter (§ 35 AO) und die Verfügungsberechtigten (§ 35 AO), soweit Ansprüche aus dem Steuerschuldverhältnis infolge vorsätzlicher oder grob fahrlässiger Verletzung der ihnen auferlegten Pflichten nicht oder nicht rechtzeitig festgesetzt oder erfüllt oder soweit infolgedessen Steuervergütungen oder Steuererstattungen ohne rechtlichen Grund gezahlt werden. Neben diesen steuerlichen Haftungstatbeständen gibt es auch Haftungsregelungen in den Einzelsteuergesetzen (z. B. § 42d, § 44 Abs. 5 EStG, § 20 Abs. 3 ErbStG).
Die sich aus der Abgabenordnung ergebenden Haftungstatbestände lassen sich nach persönlicher und dinglicher Haftung unterscheiden. Die persönliche Haftung (§§ 69 bis 75 AO) bedeutet, dass der Haftungsschuldner persönlich für die Steuerschuld eines Dritten einzustehen hat. Die dingliche Haftung nach § 76 AO („Sachhaftung“) führt dazu, dass einfuhr- und ausfuhrabgabenpflichtige Waren – ohne Rücksicht auf die daran bestehenden Rechte Dritter – als Sicherheit für die darauf ruhende Steuer dienen.

## Auseinanderfallen von Schuld und Haftung
Typischerweise folgt die Haftung der Schuld nach. Wer z. B. die Zahlung eines Geldbetrages schuldet, haftet auch für die Erfüllung dieser Schuld. Es gibt aber auch Fälle, in denen Schuld keine Haftung nach sich zieht oder in denen Haftung keine Schuld voraussetzt.

### Haftung ohne Schuld
Pfandrechte beispielsweise begründen nur Haftung, aber keine Schuld (allenfalls kann der Eigentümer des verpfändeten Gegenstands gleichzeitig Schuldner der gesicherten Forderung sein, was möglich, aber nicht erforderlich ist). § 1113 BGB spricht zwar davon, die Belastung eines Grundstückes mit einer Hypothek habe zur Folge, dass „eine bestimmte Geldsumme zur Befriedigung wegen einer (…) Forderung aus dem Grundstück zu zahlen ist“, was man zunächst als Begründung einer Schuld verstehen könnte. Dagegen spricht aber, dass Geldsummen in diesem Sinne gar nicht „aus dem Grundstück“ gezahlt werden können (wie soll das gehen?), also etwas anderes gemeint sein muss. Folgerichtig ergänzt § 1147: „Die Befriedigung des Gläubigers aus dem Grundstück (…) erfolgt im Wege der Zwangsvollstreckung“. Der Eigentümer des belasteten Grundstücks schuldet also aus der Hypothek kein Geld, sondern haftet lediglich mit dem Grundstück für eine bereits bestehende Schuld (etwa auf Rückzahlung eines Darlehens). Noch deutlicher wird dies am Beispiel der Grundschuld, die überhaupt keine Forderung (und somit auch keine Schuld) voraussetzt.
Die Haftung ohne eigene Schuld liegt auch vor, wenn jemand Kreditsicherheiten als Sicherungsgeber für die Schulden eines anderen bestellt (etwa der Bürge). Ein anderer Fall der Haftung ohne korrespondierende Schuld liegt vor, wenn ein Gläubiger ausnahmsweise nicht in das Vermögen des Schuldners vollstreckt, sondern in das eines Dritten, weil dieser Schuldnervermögen anfechtbar erworben hat. Er muss dann die Zwangsvollstreckung dulden, obwohl er selbst dem Gläubiger nichts schuldet.

### Schuld ohne Haftung
Umgekehrt ist auch Schuld denkbar, für deren Erfüllung der Schuldner nicht oder nicht in vollem Umfang haftet. Im Falle eines Erben, dessen Haftung für Nachlassverbindlichkeiten nach § 1975 BGB auf den Nachlass beschränkt ist, kann die Situation vorliegen, dass er für seine Schuld nur teilweise haftet. Wer etwa 50 Euro Guthaben und 500 Euro Schulden geerbt hat, schuldet zwar 500 Euro, haftet aber für diese Schuld unter bestimmten Voraussetzungen nur mit den 50 Euro. Wird dennoch in sein übriges Vermögen vollstreckt, kann er dagegen mit der Vollstreckungsabwehrklage vorgehen (§ 785 ZPO). Der Naturalobligation liegt zwar eine Schuld zugrunde, aber der Schuldner muss nicht haften, etwa bei Verjährung (§ 214 Abs. 1 BGB), Ehemäklerlohn (§ 656 Abs. 1 BGB) oder Spielschulden (§ 762 Abs. 1 BGB).
Ähnliches kann in der Gesamthandsgemeinschaft und bei see- und binnenschifffahrtsrechtlichen Haftungsbeschränkungen geschehen (§ 786a ZPO). Schuld ohne Haftung liegt auch vor, wenn der Schuldner etwa kraft Völkerrechts der staatlichen Gerichtsbarkeit entzogen ist (Souveränität, Exemtion, Exterritorialität, Diplomatische Immunität). Früher wurden auch die so genannten „unvollkommenen Verbindlichkeiten“ (Naturalobligationen) zu Ansprüchen gezählt, die zwar bestehen und erfüllbar sind, jedoch nicht durchgesetzt werden können. Heute wird überwiegend vertreten, in solchen Fällen liege nicht einmal Schuld vor.

## Haftpflicht
Die häufig ebenfalls als Haftung bezeichnete Haftpflicht ist die Pflicht, jemanden, dem durch das Verhalten oder Unterlassen eines anderen ein Schaden entstanden ist, durch Schadenersatz zu entschädigen. Haftungstatbestände enthalten etwa die Culpa in contrahendo, die Gewährleistung und das Deliktsrecht. Man unterscheidet den Normalfall der Verschuldens- und die Gefährdungshaftung.
Gegen diese Haftpflicht kann man sich mit einer Haftpflichtversicherung versichern. Es werden private (Privathaftpflichtversicherung), berufliche (Berufshaftpflichtversicherung) und betriebliche (Betriebshaftpflichtversicherung) Haftpflichtversicherungen unterschieden. Für spezielle Lebensbereiche werden auch sehr spezifische Haftpflichtversicherungen angeboten (siehe z. B. Wassersporthaftpflichtversicherung oder Tierhalterhaftpflichtversicherung). Für manche Berufe ist eine Berufshaftpflichtversicherung zwingend vorgeschrieben (Pflichtversicherung, siehe z. B. Kfz-Haftpflichtversicherung für jeden Kraftfahrzeugbetreiber, Berufshaftpflichtversicherung für Rechtsanwälte und für Steuerberater).

## Missverständliche Verwendung des Begriffs Haftung
Aus rein sprachlichen Gründen wird der Begriff der Haftung vereinzelt undogmatisch als Synonym für Schuld verwendet. So wird in § 769 BGB angeordnet, Mitbürgen „haften (…) als Gesamtschuldner“. Damit sollte lediglich eine stilistisch unschöne Wiederholung vermieden werden („schulden als Gesamtschuldner“). Missverständlich ist auch der Name der GmbH als „Gesellschaft mit beschränkter Haftung“, da die Gesellschaft keineswegs für ihre Schulden beschränkt haftet, sondern unbeschränkt mit ihrem gesamten Gesellschaftsvermögen. Gemeint ist vielmehr die beschränkte Haftung ihrer Gesellschafter, weil sie für die Verbindlichkeiten der GmbH nicht mit ihrem Privatvermögen haften. Haben die Gesellschafter ihre Kapitaleinlage vollständig erbracht, sind sie haftungsfrei.

## International
Völkerrechtliche Haftung ist für Ingo von Münch „das Verpflichtetsein eines Völkerrechtssubjektes aus einem ihm zurechenbaren völkerrechtlichen Unrecht mit der Folge der Verpflichtung zum Schadensersatz“. Ein Staat haftet gegenüber einem anderen Staat für erlittene Schäden nur dann, wenn ein dem Schädigerstaat zurechenbares Organ gehandelt hat.
Der Haftungsbegriff dient im schweizerischen Obligationenrecht nicht zur Bezeichnung bestimmter, von der Schuld verschiedener Rechtsverhältnisse. Eine Unterscheidung zwischen Schuld und Haftung kann dem Obligationenrecht nur in der Hinsicht entnommen werden, dass Haftung im Gegensatz zu Schuld mehr zur Bezeichnung von Verpflichtungen zu Schadenersatz, aus Vertrag oder aus unerlaubter Handlung, und weiter für subsidiäre Verpflichtungen, Nebenschulden, Garantie- und in ihrem Umfang beschränkte Verpflichtungen verwendet wird.
Der Begriff der Haftung (englisch liability, responsibility) ist im angelsächsischen Raum so vielschichtig wie im deutschsprachigen Bereich, wobei beide englischen Begriffe inhaltlich und in ihrer Abgrenzung gegeneinander sehr umstritten sind. So wird liability oft als mögliche Konsequenz der responsibility verstanden.
Während in den sozialistischen Rechtsordnungen der Haftungsbegriff eine präzise Regelung der materiellen Verantwortlichkeit des Schädigers bedeutet, versteht man in den internationalen Beziehungen unter Haftung die Pflicht zum Erbringen einer Leistung oder das Unterworfensein eines Vermögens unter den Zugriff eines Gläubigers.